# Merlach FR
| FR ist das Kürzel für den Kanton Freiburg in der Schweiz. Es wird verwendet, um Verwechslungen mit anderen Einträgen des Namens Merlach zu vermeiden. |

Merlach (mundartlich [mɛrləχ]) ist der deutsche Name von Meyriez (Freiburger Patois Mèriⓘ), einer politischen Gemeinde im Seebezirk (französisch: District du Lac) des Schweizer Kantons Freiburg.

## Geographie
Merlach liegt auf 435 m ü. M., 1 km südwestlich des Bezirkshauptortes Murten (Luftlinie). Das Dorf erstreckt sich am Südufer des Murtensees und am Rand der angrenzenden Molassehöhen, im nördlichen Freiburger Mittelland.
Mit einer Fläche von 0,33 km² ist Merlach die flächenmässig kleinste Gemeinde des Kantons Freiburg. Sie umfasst einen Abschnitt am Südufer des Murtensees (rund 1 km Seeuferlinie). Der Gemeindeboden erstreckt sich vom Seeufer südwärts über einen flachen Uferrandstreifen bis auf die angrenzende Geländeterrasse. Am Rand des Merlachfeldes wird mit 451 m ü. M. der höchste Punkt von Merlach erreicht. Von der Gemeindefläche entfielen 1997 82 % auf Siedlungen, 6 % auf Wald und Gehölze, 6 % auf Landwirtschaft, und rund 6 % war unproduktives Land.
Einzige Nachbargemeinde ist Murten, welche das landseitige Territorium von Merlach auf der Ost-, Süd- und Nordseite vollständig umschliesst.

## Bevölkerung

### Einwohnerzahl
Mit 564 Einwohnern (Stand 31. Dezember 2023) gehört Merlach zu den kleineren Gemeinden des Kantons Freiburg. Die Bevölkerungszahl von Merlach belief sich 1900 auf 244 Einwohner. Im Verlauf des 20. Jahrhunderts war die Bevölkerungszahl mehreren Schwankungen unterworfen. Ein erster Bevölkerungsschub erfolgte während der 1950er-Jahre von 259 Einwohnern (1950) auf 332 Personen (1960). Danach nahm die Bevölkerung bis 1980 wieder leicht ab. Ein rasches Bevölkerungswachstum wurde seit 1990 (359 Einwohner) verzeichnet. Heute ist das Gemeindegebiet weitgehend überbaut. Das Siedlungsgebiet von Merlach ist damit lückenlos mit demjenigen von Murten zusammengewachsen.

### Sprachen
Das Dorf gilt aufgrund des geschichtlichen Hintergrundes heute offiziell noch als französischsprachige Gemeinde und wird in den Registern als Meyriez geführt. Heute allerdings hat es eine deutliche deutschsprachige Mehrheit: Von den Bewohnern sind 81,2 % deutschsprachig, 13,5 % französischsprachig, und 1,5 % sprechen Italienisch (Stand 2000).

## Wirtschaft
Merlach war bis Mitte des 20. Jahrhunderts ein vorwiegend durch die Landwirtschaft geprägtes Dorf. Heute haben Ackerbau und Obstbau nur noch einen marginalen Stellenwert in der Erwerbsstruktur der Bevölkerung. Weitere Arbeitsplätze sind im lokalen Kleingewerbe und vor allem im Dienstleistungssektor vorhanden. Wichtigster Arbeitgeber ist das in Merlach stationierte Spital des Seebezirks. In den letzten Jahrzehnten hat sich das Dorf dank seiner attraktiven Lage zu einer Wohngemeinde entwickelt. Die meisten Erwerbstätigen sind deshalb Wegpendler, die hauptsächlich in Murten, teilweise auch in der Region Freiburg arbeiten.

## Verkehr
Die Gemeinde ist verkehrsmässig recht gut erschlossen. Sie liegt an der alten Hauptstrasse von Bern via Murten nach Payerne, wird aber durch die Ortsumfahrung von Murten vom Transitverkehr entlastet. Der nächste Anschluss an die 1997 eröffnete Autobahn A1 (Bern-Lausanne) befindet sich rund 4 km vom Ortskern entfernt. Seit dem 25. August 1876 wird das Gemeindegebiet von der Eisenbahnlinie von Murten nach Payerne durchquert. Der Bahnhof Murten liegt gerade ausserhalb der Gemeindegrenze, in einer Entfernung von 500 m von Merlach. Für die Feinverteilung im öffentlichen Verkehr sorgt die Buslinie der Transports publics fribourgeois, die auf der Strecke von Murten via Spital Merlach nach Gümmenen verkehrt.

## Geschichte
Das Gemeindegebiet von Merlach war schon sehr früh besiedelt. Als älteste Zeugnisse der Anwesenheit des Menschen gelten die am Seeufer gefundenen Überreste der Pfahlbauten aus der Bronzezeit. Ferner sind einzelne Spuren der Römerstrasse erhalten, die von Aventicum (Avenches) nach Petinesca führte.
Die erste urkundliche Erwähnung des Ortes erfolgte 1162 in der Phrase Cono de Meriaco «Cono von Meriacum». Spätere Nennungen sind etwa Meriei (1173), Meiri (1200/1220), Mirie (1226/1250) und Meirie (1228) sowie deutsch Merlach (1551). Der Ortsname ist von einem lateinischen Personennamen abgeleitet.
Seit dem Mittelalter unterstand Merlach der Herrschaft Murten. 1475 gelangte das Dorf als Teil der Landvogtei Murten unter die gemeinsame Verwaltung der Stände Bern und Freiburg. Im Jahr 1536 erhielt Merlach von Murten das Gemeinderecht. Dabei wurde jedoch nur ein Gebiet ausgeschieden, das so weit reichte wie die Häuser des Dorfes, weshalb Meyriez heute ein äusserst kleines Gemeindegebiet besitzt. Nach dem Zusammenbruch des Ancien Régime (1798) kam Merlach an den Kanton Freiburg. Während der Helvetik und der darauf folgenden Zeit gehörte es zum Distrikt Murten, bevor es 1848 mit der neuen Kantonsverfassung in den Seebezirk eingegliedert wurde.

## Sehenswürdigkeiten

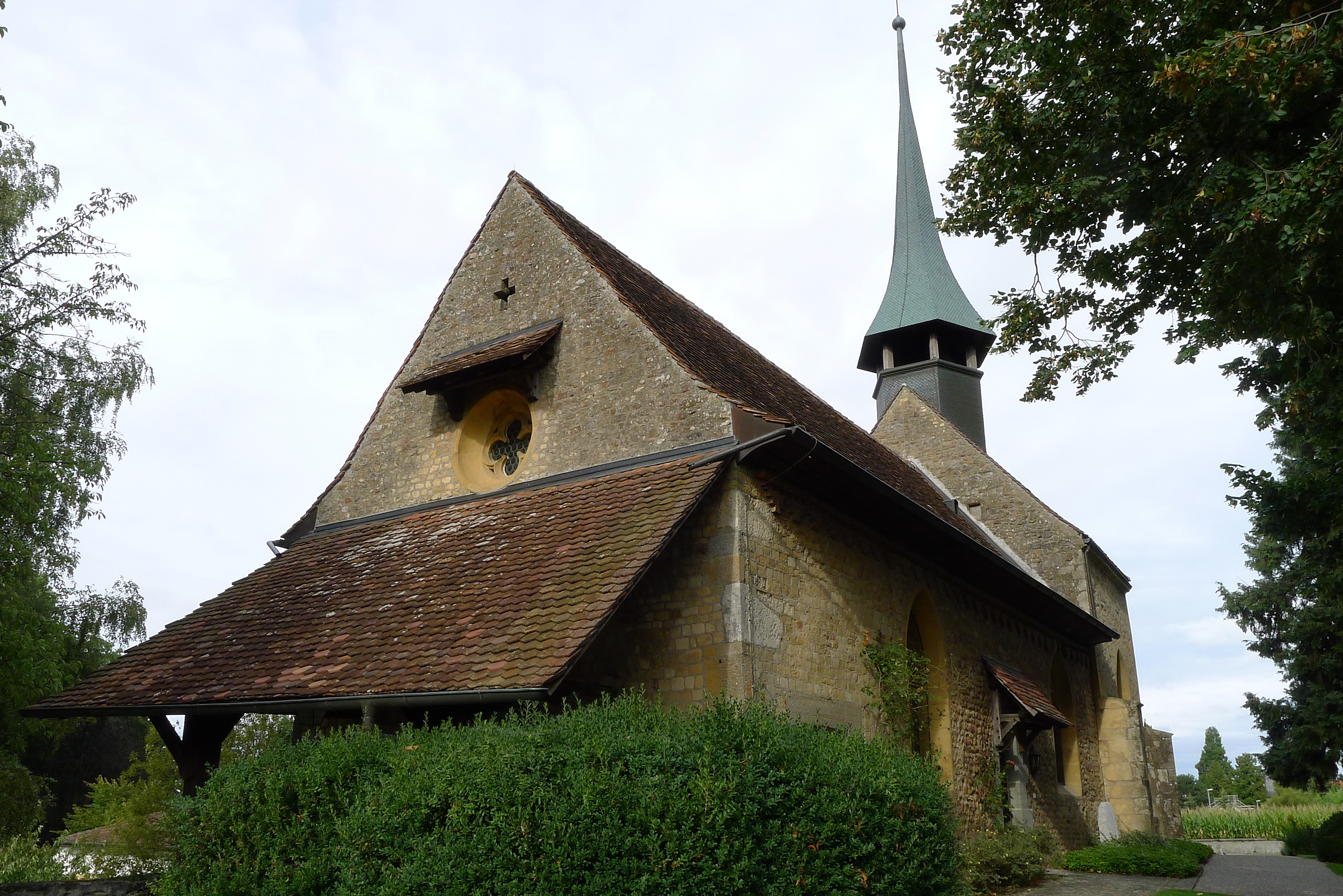
Die Pfarrkirche Meyriez

Die romanische Pfarrkirche, ein einschiffiger Bau mit Polygonalchor, geht im Kern auf das 11. und 12. Jahrhundert zurück. Um 1529 wurde die Kirche vergrössert; das Hauptportal stammt von 1670. Das Pfarrhaus wurde 1552 errichtet und um 1700 umgestaltet. Ebenfalls bemerkenswert ist der Landsitz Chatoney aus dem 18. Jahrhundert mit einem englischen Landschaftspark.
Im Jahr 1822 wurde im Andenken an die Schlacht bei Murten ein Obelisk errichtet. Er steht an der Stelle einer ehemaligen Schlachtkapelle, die 1798 beim Einfall der Franzosen zerstört wurde.

## Persönlichkeiten
- Jules Hartung (1876–1971), französischer Offizier
- Cédric Zesiger (* 1998), Fußballspieler